# Mitema
No estudo de mitologia, principalmente a partir de uma leitura antropológica estruturalista, um mitema é a partícula essencial de um mito, um elemento irredutível e imutável similar a um meme cultural, algo que sempre se encontra dividido com outros, mitemas relacionados e reunidos em variações "empacotadas" na metáfora de Claude Lévi-Strauss - ou vinculados em relações extremamente complexas, como uma molécula em um composto. Por exemplo, os mitos de Adônis e Osíris compartilham vários elementos, levando alguns estudiosos a conclusão de que partilham uma mesma origem.